# Риццо, Энтони
Энтони Винсент Риццо (англ. Anthony Vincent Rizzo, 8 августа 1989, Паркленд, Флорида) — профессиональный американский бейсболист, игрок первой базы клуба Главной лиги бейсбола «Нью-Йорк Янкис». Победитель Мировой серии 2016 года. Трёхкратный участник Матча всех звёзд лиги. Обладатель призов «Золотая перчатка» (2016, 2018—2020), «Сильвер Слаггер» (2016) и награды Роберто Клементе (2017). В составе сборной Италии Риццо принимал участие в играх Мировой бейсбольной классики 2013 года.

## Биография

### Ранние годы
Энтони родился 8 августа 1989 года в семье Лори и Джона Риццо. У семьи сицилийский корни. В 2007 году он окончил старшую школу Марджори Стоунмен Дуглас в Паркленде. Во время учёбы начал играть в бейсбол. На драфте Главной лиги бейсбола 2007 года Энтони был выбран клубом «Бостон Ред Сокс», после чего отказался от планов поступить в Атлантический университет и подписал профессиональный контракт.

### Начало карьеры
В 2008 году Риццо начал выступления за фарм-клуб A-лиги «Гринвилл Драйв». В апреле, после одной из выездных серий игр, он пожаловался врачам клуба на сильные отёки ног и набор веса. Спустя две недели в госпитале Бостона Энтони поставили диагноз — классическая лимфома Ходжкина. В сентябре, после шестимесячного курса химиотерапии, врачи сообщили о ремиссии. В ноябре они объявили, что Риццо полностью вылечился. Весной 2009 года Энтони вернулся к тренировкам в составе «Гринвилла».
В клубах системы «Бостона» «Гринвилл Драйв», «Сейлем Ред Сокс» и «Портленд Си Догз» он провёл сезоны 2009 и 2010 годов. В декабре 2010 года «Ред Сокс» обменяли Риццо в «Сан-Диего Падрес» в рамках сделки по переходу Эдриана Гонсалеса. Весной 2011 года Энтони получил приглашение на предсезонные сборы основного состава «Падрес». Регулярный чемпионат Риццо начал в AAA-лиге в команде «Тусон Падрес». В пятидесяти двух играх за клуб он выбил 16 хоум-ранов, отбивая с показателем 36,5 %. В ситуациях, когда игроки его команды имели возможность набрать очки, он был ещё выше и составлял 46,3 %. В июне Энтони дебютировал за клуб в игре МЛБ. Дебютный сезон на высшем уровне у него не удался — он смог реализовать только 14,1 % из 128 выходов на биту. В начале 2012 года Риццо был обменян в «Чикаго Кабс», куда в межсезонье на должность президента по бейсбольным операциям пришёл Тео Эпстейн, знакомый с игроком по «Бостону».

### Чикаго Кабс
Первую часть сезона 2012 года Риццо провёл в AAA-лиге в составе «Айовы», отметившись 23 хоум-ранами и 62 RBI. Вызов в основной состав он получил в конце июня. Дебютную игру за «Чикаго» Энтони провёл против «Нью-Йорк Метс». В июле Риццо сыграл за клуб в 25 матчах, выбив семь хоум-ранов и став лучшим среди новичков Национальной лиги по числу хитов и RBI. По итогам месяца Энтони получил приз Лучшему новичку лиги.
В марте 2013 года Риццо сыграл за сборную Италии в Мировой бейсбольной классике. Команда заняла в турнире седьмое место. После завершения выступлений Энтони сказал журналистам, что гордится своими корнями и продолжит работать над своим итальянским с переводчиком в течение года. В мае он подписал с клубом новый семилетний контракт на 41 млн долларов. Сезон в МЛБ для него сложился неудачно. Риццо отбивал с показателем всего 23,3 % и вызвал у болельщиков и журналистов сомнения в своих способностях стать лидером команды на долгий срок.
Перед началом чемпионата 2014 года в «Кабс» сменился главный тренер. Вместо уволенного Дэйва Свеума команду возглавил Рик Рентерия. Под его руководством Энтони улучшил свои результаты, выбив 32 хоум-рана и набрав 78 RBI. Также он впервые в своей карьере был приглашён на Матч всех звёзд МЛБ. По итогам сезона Риццо занял десятое место в голосовании, определявшем Самого ценного игрока Национальной лиги. 

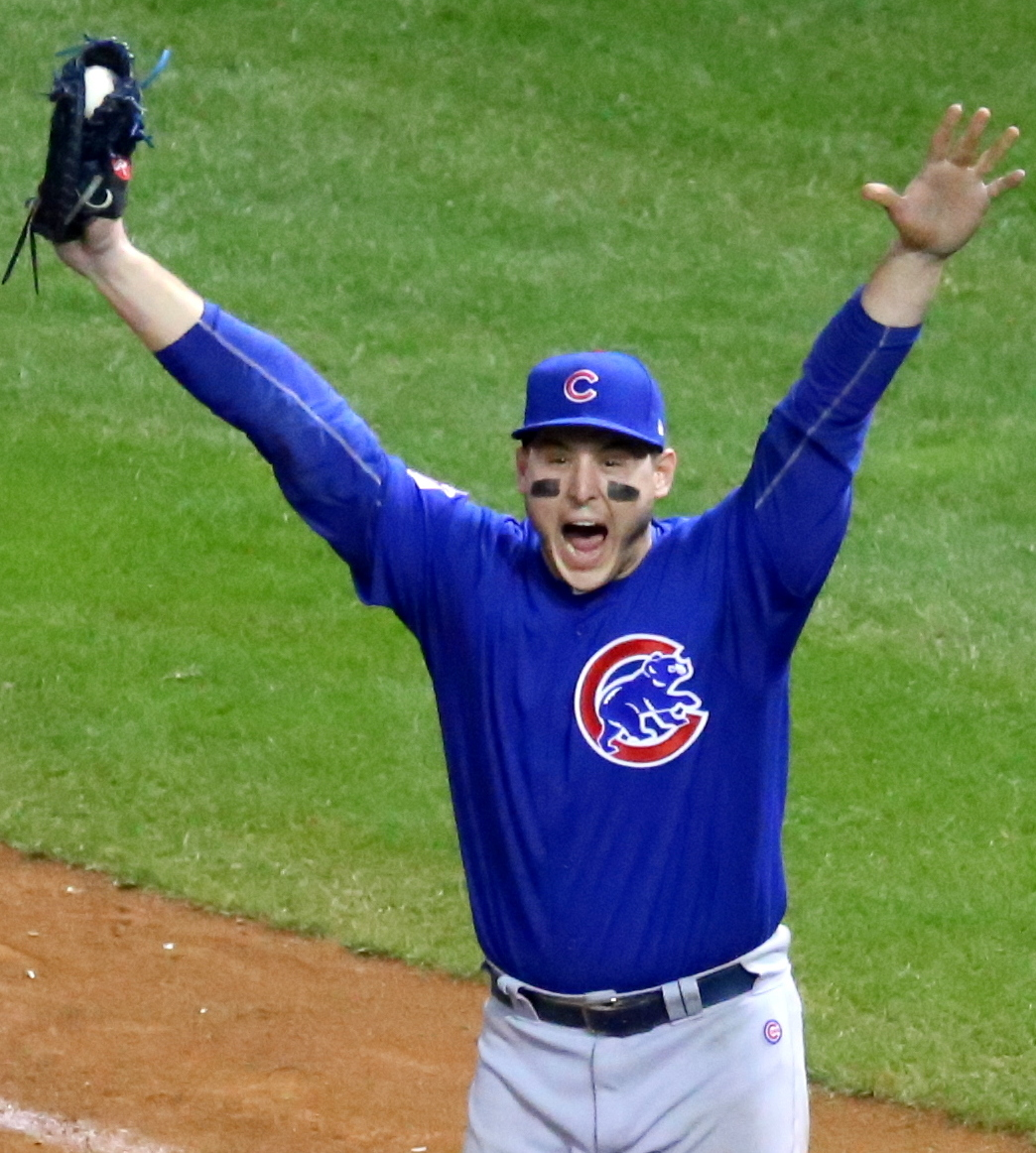
Энтони Риццо после победы в решающей игре Мировой серии 2016.

В 2015 году Энтони закрепился в статусе одного из лидеров и символов «Кабс». Он второй раз в карьере попал в число участников Матча всех звёзд, в рамках которого также принял участие в Хоум-ран-дерби. По итогам сезона его показатель отбивания составил 27,8 %. Риццо выбил 31 хоум-ран и 38 даблов. Также он снова вошёл в число претендентов на звание Самого ценного игрока, заняв четвёртое место по итогам опроса.
Следующий, 2016 год, стал самым успешным в его карьере. В регулярном чемпионате Риццо принял участие в 155 играх, выбив 32 хоум-рана, 43 дабла и 4 трипла. В третий раз подряд он вошёл в число участников Матча всех звёзд, набрав наибольшее количество голосов болельщиков среди всех игроков Национальной лиги. Энтони получил призы Золотая перчатка и Сильвер Слаггер, а также был номинирован клубом на Награду Роберто Клементе. Игра Риццо в плей-офф помогла команде выйти в Мировую серию впервые с 1945 года. В финале «Кабс» выиграли серию у «Кливленд Индианс» со счётом 4:3, завоевав первый чемпионский титул с 1908 года.
В 2017 году Энтони стал четвёртым игроком в истории «Кабс» после Хака Уилсона, Билли Уильямса и Сэмми Сосы, не менее чем в трёх сезонах отбивших по 30 хоум-ранов и даблов, а также набравших 100 RBI. Команда второй год подряд дошла до финальной серии Национальной лиги, но не сумела выйти в Мировую серию. Одной из причин стала слабая игра в плей-офф лидеров клуба, в том числе и Риццо. Год для него завершился получением Награды Роберто Клементе за деятельность его фонда, занимающегося борьбой с раком у детей.
В феврале 2018 года в школе Марджори Стоунмен Дуглас, которую окончил Энтони, было убито семнадцать человек. После трагических событий он заявил, что окажет поддержку семьям пострадавших и посетил выживших в госпитале.
Сразу после начала регулярного чемпионата, в апреле, Риццо впервые в карьере был переведён в список травмированных из-за проблем со спиной. После не самого удачного старта он смог набрать форму и закончил четвёртый сезон подряд с минимум 100 RBI. По итогам чемпионата Энтони получил вторую для себя награду Золотая перчатка, разделив её с игроком «Атланты» Фредди Фрименом.
В регулярном чемпионате 2019 года Риццо отбивал с показателем 29,3  %, выбил 27 хоум-ранов, набрал 94 RBI и установил личный рекорд по показателю занятия баз (40,5  %). После завершения сезона «Кабс» использовали контрактную опцию и продлили контракт с ним на 2020 год, в течение которого игрок заработает 16,5 млн долларов. По итогам года Энтони в третий раз за карьеру стал обладателем Золотой перчатки. В 146 матчах он допустил всего пять ошибок, а его показатель надёжности в защите составил 99,6 %. В сокращённом из-за пандемии COVID-19 сезоне Энтони был самым стабильным левосторонним бьющим «Кабс», хотя его показатель отбивания составил всего 22,2 %, а показатель OPS 75,5 %, самый низкий для него с 2012 года. В 243 выходах на биту он выбил 11 хоум-ранов и набрал 24 RBI. После завершения сезона клуб использовал возможность продления контракта ещё на один год, сумма зарплаты игрока составила 16,5 млн долларов. По итогам сезона Риццо в третий раз подряд стал обладателем Золотой перчатки. По количеству выведенных в аут соперников он занял второе место в Национальной лиге среди игроков первой базы. В играх регулярного чемпионата он допустил всего одну ошибку. В сокращённом из-за пандемии COVID-19 сезоне 2020 года он сыграл 58 матчей с показателем отбивания 22,2 % и одиннадцатью выбитыми хоум-ранами. С 44 результативными передачами он стал лидером Национальной лиги среди игроков первой базы и по итогам чемпионата получил четвёртую в карьере Золотую перчатку. В октябре «Кабс» воспользовались пунктом о возможности продления контракта игрока на ещё один сезон. По его условиям зарплата Риццо в 2021 году составила 16,5 млн долларов.

### Нью-Йорк Янкис
В регулярном чемпионате 2021 года Риццо сыграл за «Кабс» в 92 матчах, отбивая с эффективностью 24,8 %. Он выбил 14 хоум-ранов и набрал 40 RBI. В июле клуб обменял его в «Нью-Йорк Янкис» на игроков фарм-системы Александера Вискаино и Кевина Алькантару. В новой команде его рассматривали как возможную замену Люку Войту, испытывавшему проблемы со здоровьем. После перехода он принял участие в 49 матчах чемпионата, выбив восемь хоум-ранов и набрав 21 RBI. Его показатель отбивания в составе «Янкис» составил 24,9 %. Суммарные 22 хоум-рана за сезон стали худшим для Риццо показателем с 2012 года. После завершения сезона он получил статус свободного агента.
В марте 2022 года Риццо подписал с «Янкис» новый двухлетний контракт на общую сумму 32 млн долларов. Его условиями предусмотрена возможность расторжения по инициативе игрока после окончания первого сезона.